# أركيومثولوجي
أركيومثولوجي (بالإنجليزية: Archaeomythology)‏ يُشير المصطلح إلى دراسة علم الآثار من خلال تخصص علم الأساطير. تم تطوير الأركيومثولوجي من قبل عالمة الآثار الليتوانية / الأمريكية ماريجا جيمبوتاس من أجل توسيع حدود التفسير الأثري لثقافات ما قبل التاريخ، مع التركيز على الأيديولوجيا والبنية الاجتماعية والرمزية (انظر Gimbutas 1989 ،1991). في حالة عدم وجود نصوص مكتوبة، لا يمكن فهم الجوانب غير المادية للثقافة من خلال وصف القطع الأثرية وحدها. يجمع الأركيومثولوجي بين علم الآثار، والأساطير، وعلم الأعراق، والفلكلور، واللغويات التاريخية، والدين المقارن، والمعلومات من الوثائق التاريخية من أجل توفير أساس موسع للتفسير الثقافي.

## روابط خارجية
- Institute of Archaeomythology